# Camblain-Châtelain
Camblain-Châtelain é uma comuna francesa na região administrativa de Altos da França, no departamento de Pas-de-Calais. Estende-se por uma área de 10,04 km². Em 2010 a comuna tinha 1 790 habitantes (densidade: 178,3 hab./km²).